# Чернігівський район (Чернігівська область, 1923—2020)
Черні́гівський райо́н — колишній район України в західній частині Чернігівської області з центром у місті Чернігові, який існував протягом 1923—2020 років і був ліквідований під час Адміністративно-територіальної реформи в Україні.

## Загальні відомості
Площа — 2,5 тис.кв.км. Населення — 55,2 тис.чол. Центр — м. Чернігів. 124 населених пункти.
Межував з Ріпкинським, Городнянським, Менським, Куликівським, Козелецьким районами Чернігівщини. На заході (по р. Дніпро та Київському водосховищу) — з Іванківським районом Київщини та Гомельською областю Республіки Білорусь.
Район охоплював територію, якою пролягають міжнародний автошлях E95 (Одеса — Санкт-Петербург) та М01, Південно-Західна залізниця.

## Географія
Поверхня — низовинна слабохвиляста рівнина, подекуди розчленована долинами річок. Корисні копалини: торф, піски, глина. Річки — Дніпро з Київським водосховищем, Десна (з притоками Снов, Білоус). Ґрунти — в основному, дерново-підзолисті. Змішані ліси (сосна, береза, вільха, дуб, осика) займають 48,4 тис.га.

## Економіка
Чернігівський район є одним із найбільших в області.
Основною галуззю економіки району є сільськогосподарське виробництво, у якому працюють 96 сільськогосподарських підприємств. Далеко за межами району відомі дослідне господарство «Чернігівське» у с. Ягідне та ЗАТ НВО «Еліткартопля» у смт. Седнів.
Господарства спеціалізуються на вирощуванні зернових, картоплі, льону, овочів, кормових культур, виробництві молока і м'яса великої рогатої худоби, свинини та яєць.
Найбільшими промисловими підприємствами є ВАТ «Чернігівський молокозавод», ВАТ «Чернігівський комбінат хлібопродуктів», ЗАТ «Млибор», ВАТ «Киселівський льонозавод».

## Соціальна сфера
У районі функціонують 1 колегіум, 2 гімназії, 55 загальноосвітніх шкіл, дитячо-юнацька спортивна школа, 2 школи мистецтв у смт. М.Коцюбинське та Гончарівське. До послуг населення — 31 будинок культури, 11 клубів, 17 клубів-бібліотек, 53 бібліотеки, 79 медичних установ, 42 відділення зв'язку, 252 заклади торгівлі. Побутове обслуговування забезпечують 38 комплексних приймальних пунктів. Загальна протяжність доріг з твердим покриттям — до 500 км.

## Пам'ятки
Біля с. Шестовиця виявлено 4 поселення епохи бронзи (2 тис. до н. е.), а також комплекс давньоруських пам'яток ХІІ-ХІІІ ст., який включає два городища з посадами (одне — на території села в ур. Городище, друге — на південний захід від села в ур. Коровель), численні курганні групи та ряд поселень.
Тут же досліджено найбільший в Україні курганний могильник з похованням варягів (Х ст.).У с. Гущин досліджено городище (ХІ-ХІІІ ст.), яке колись було одним з форпостів Чернігова. Серед архітектурних пам'яток району — мурована Воскресенська церква (1690), дерев'яна Георгіївська церква (І пол. XVIII ст.), кам'яниця Лизогубів (XVII ст.), розташовані у смт. Седнів; дерев'яна Троїцька церква (XVIII ст.) у с. Новий Білоус, дерев'яна церква Різдва Богородиці (XVIII ст.) у с. Количівка; мурована Симеонівська церква (1814–1815) у с. Топчіївка.

## Природно-заповідний фонд

### Ботанічні заказники
Борова, Ведильцівське, Колодливе, Олишівський, Панченкове, Ревунівське.

### Гідрологічні заказники
Анисівський, Білоуський, Болото «Колодливе», Ведильцівський, Видра, Вінниця, Гало, Гатка-Земське, Гмир, Жеведський, Звіринець, Іванівський, Ладинський, Ліпське, Мохнатинське, Наливайківщина, Петрове, Провалля, Рудківський, Сосинський (загальнодержавного значення), Струга, Халявинський, Черниський.

### Ландшафтні заказники
Золотинка, Коровель, Шестовицький.

### Лісові заказники
Олишівська Дача.

### Орнітологічні заказники
Мньовський.

### Ботанічні пам'ятки природи
Богданів дуб, Дерева садиби П. Г. Березовського, Козлянське, Липа Т. Г. Шевченка, Татарська Гірка (Анисівська Дача), Чорторійський дуб.

### Гідрологічні пам'ятки природи
Козероги (загальнодержавного значення).

### Заповідні урочища
В'юнище, Качина Долина, Копачівська Дача, Лисуха, Луциків Гай, Полковниця, Руднянське, Торчин, Урочище «Бобровицьке», Червоний Борок.

### Парки-пам'ятки садово-паркового мистецтва
Лизогубівський (Седнівський).

### Регіональні ландшафтні парки
Міжрічинський (частина).

## Персоналії
Уродженцями району є: гетьман нереєстрових козаків І.Сулима, основоположник вітчизняної епідеміології Д.Самойлович, письменник А.Казка, письменник і громадський діяч В.Блакитний, учений фізик-оптик М.Білий.
Багато славних імен пов'язано з смт. Седнів. Ще наприкінці XVII ст. він став маєтністю роду Лизогубів. Першим її господарем був Чернігівський полковник Я.Лизогуб, на замовлення якого були зведені житлові, культові, господарські споруди і почалося формування парку. У середині XIX ст. садиба перетворилась на мальовничий архітектурний ансамбль. Тут бували Т.Шевченко; художники Л. Жемчужников, Л. Лагоріо і О. Сластіон, письменники Л. Глібов і Б. Грінченко. До цієї родини належали композитор і піаніст О. Лизогуб, учасник війни 1812 р. І. Лизогуб, революційний народник Д. Лизогуб. Сьогодні на території садиби містяться школа, лікарня, республіканський будинок творчості Спілки художників України.
В с. Іванівка народився Данило Самойлович, український лікар, основоположник вітчизняної епідеміології, член 12 іноземних академій. 
У 1782–1789 рр. в селі Андріївка жив і працював історик, військовий інженер і топограф О.Рігельман, автор книги «Літописне повіствування про Малу Росію, її народ і козаків взагалі». 
У Михайло-Коцюбинському народився і провів дитячі літа український поет і громадський діяч В. Еллан-Блакитний.
Родом із Петрушина відомий сучасний український письменник, лауреат Шевченківської премії Володимир Дрозд, який свою трудову біографію розпочав в Олишівці.
Район пишається народними самодіяльними колективами М. Коцюбинського, Олишівки, Іванівки, Хмільниці, Халявина. Авторкою багатьох текстів пісень є поетеса Н. Галковська, яка працює вчителькою у Рудці. Зокрема, разом з композитором М. Збарацьким, нею написана і популярна пісня «Козачка», що зазвучала у виконанні народної артистки України Р. Кириченко.
Багато вихідців з Чернігівського району своєю активною діяльністю розбудовують сучасну Україну: В. Масол, колишній прем'єр-міністр України (народився в смт Олишівка), М. Саливон, суддя Конституційного Суду, заслужений юрист України (народився в с. Шестовиця), В. Ткаченко, директор ЗАТ «Київський палац спорту», голова Ради товариства «Чернігівське земляцтво» в м. Києві (народився в с. Ладинці), В. Ємець, народний художник України.

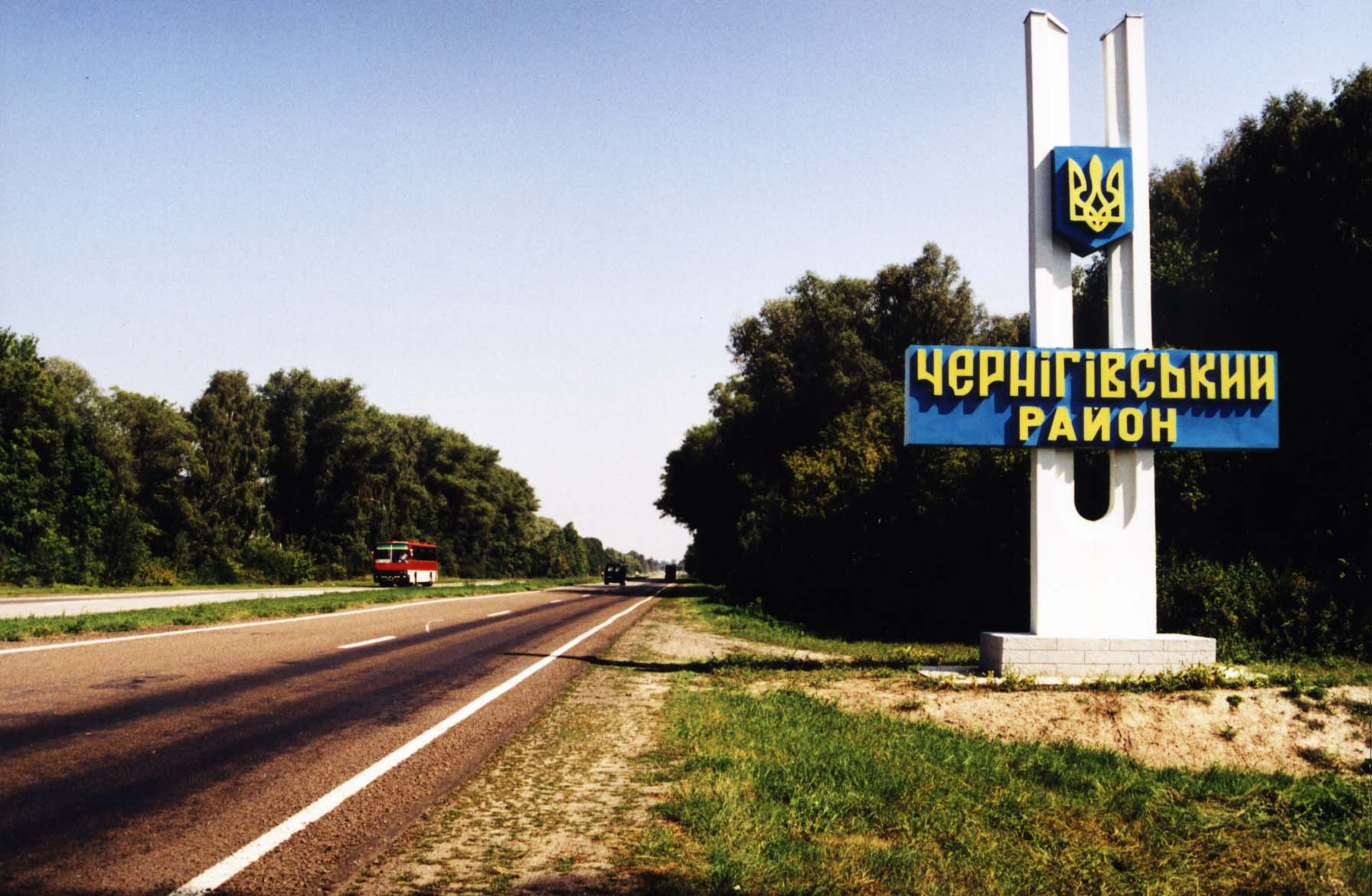

## Історія

### Гетьманщина
При козацькому адміністративно—територіальному устрої (1648–1782 рр.) військовою одиницею на Лівобережній Україні був полк, який поділявся на сотні. У 1764 р. Чернігівський полк складався з 18 сотень. Землі в окрузі полкового міста Чернігова входили до складу полкової, Слабинської, Седнівської, Роїської, Білоуської, Олишівської, Любецької, Вибельської сотень. У 1763 р. Чернігівський полк було поділено на Чернігівський та Менський повіти. «Повет составлял некоторое знатное число селеній, несколко сотен в себе заключающее, которых было 20…». Активне освоєння земель монастирями та козаками призводить до збільшення чисельності населених пунктів, навколо яких виникають кордони територіальних сільських громад закріплені за певним володарем згідно з відповідними документами на володіння землею.

### Чернігівське намісництво, Малоросійська губернія, Чернігівська губернія (1782–1923рр.)
Перехід на цивільний устрій в управлінні землями держави відбувся з створенням Чернігівського намісництва згідно з сенатським указом від 16 вересня 1781 р., а фактично з 19 січня 1782 р. Намісництво поділялось на 11 повітів. Відповідний поділ зберігся при створенні Малоросійської губернії в 1796 р. та Чернігівської губернії в 1802 р. У 1803 — 1917 рр. у губернії налічувалось 15 повітів.
Чернігівський повіт складався з 12 волостей — Антоновицької, Березанської, Горбівської, Довжицької, Козлянської, Пакульської, Редьківської, Салтиководівицької, Седнівської, Слабинської, Халявинської з м. Чернігів, Янівської.

### Чернігівський район Чернігівської області (1923–2010рр.)
Президія ВУЦВКа 7 березня 1923 р. прийняла постанову «Про адміністративно-територіальний поділ Чернігівщини», за якою стара система районування (волость — повіт — губернія) замінювалась на нову (район — округ — губернія). З 2 — 3 повітів організовувався один округ, з декількох волостей — район. У Чернігівський губернії замість 12 повітів стало 5 округ, замість 133 волостей — 58 районів. На основі волостей Чернігівського повіту та приєднанням декількох сусідніх волостей було створено Чернігівську округу з 12 районів (Березнянський, Бобровицький, Довжицький, Козлянський, Краснянський, Куликівський, Любецький, Моровський, Пакульський, Ріпкинський, Чемерський, Сорокошицький). У цей час Халявинська та Седнівська волості були об'єднані в один Бобровицький район з центром в селі Бобровиця. Районування 1923 р. було не останнім у великій кількості територіальних змін, наслідком чого стали нові кордони територій без урахування зв'язків між населеними пунктами, що історично склалися, та розвитку земель. До цього призвело намагання нової влади на кожному з етапів будівництва держави мати свої особливі підходи в управлінні територією. У 1925 р. було ліквідовано Чернігівську губернію, а 2 вересня 1930 р. — Чернігівську округу та створено окремі адміністративно-територіальні одиниці — райони. Однак, вже 29 квітня 1929 р. президія Чернігівського окрвиконкому підтримує прохання Бобровицького райвиконкому і районного з'їзду Рад Бобровицького району до ВУЦВК про перейменування Бобровицького району в Чернігівський район: ,,…Принимая во внимание, что Бобровицкий район территориально расположенный около г. Чернигова, а Бобровицкий райисполком находится не в с. Бобровица, в г. Чернигове, так как в с. Бобровице нет для этого соответственных условий…". 15 жовтня 1932 р. була утворена Чернігівська область і введена триступенева система управління (район — область — центр), яка збереглась і до сьогодні.
У жовтні 1932 р. створюється політвідділ Котівської машинно-тракторної станції, який обслуговував на той час господарства приміської смуги, а управлінські функції територією району передаються міськраді. Тільки з червня 1936 р. відновлюється діяльність районних органів управління.
У січні—лютому 1935 р. низька районів України були зменшені і за рахунок їхніх територій створені нові райони. З Чернігівського району були виділені в окремі райони Козельський (з жовтня Михайло-Коцюбинський), Березнянський, Любецький, Куликівський, Олишівський та інші.
Згідно з Указом Президії Верховної Ради УРСР від 21 січня 1959 р. під час ліквідації 6 районів області до Чернігівського району відійшла частина Тупичівського. У 1960 р. при черговій ліквідації районів до Чернігівського відходять частина Березнянського та Олишівського районів. 30 грудня 1962 р. Президія Верховної Ради УРСР затвердила Указ про укрупнення сільських районів України до розмірів територій виробничих колгоспно-радгоспних управлінь, згідно з яким в Чернігівський області було ліквідовано ще 14 районів, а до Чернігівського передавалась частина Куликівського та територія Михайло-Коцюбинського району. Однак у 1966 р. при утворенні нових районів від Чернігівського району відійшла частина території в Куликівський район. У 1965 р. були внесені чергові зміни в адміністративне районування і до складу Ріпкинського району передають Довжицьку, Пльохівську, Рудківську, Хмільницьку та Шибиринівську сільські ради, які 05.02.1965 знову повернуться до Чернігівського району.
Протягом 1967–2001 рр. на території області і району деякі населені пункти були об'єднані, зняті з обліку, утворювались нові сільські та селищні ради. Останні територіальні зміни в районі були такими: 30 березня 1993 р. — рішенням XVI сесії 21 скликання обласної ради в складі Чернігівського району утворено Редьківську сільраду з центром в селі Редьківка, збудоване для переселенців Редьківки Ріпкинського району, які постраждали внаслідок аварії на ЧАЕС: 14 липня 1992 р. — рішенням ХІІІ сесії 21 скликання обласної ради переведено центр Павлівської сільради в село Радянська Слобода і перейменовано її на Радянсько-Слобідську сільську раду: жовтень 1993 р. — рішенням Х1Х (позачергової) сесії 21 скликання обласної ради в складі Чернігівського району утворено Будиську сільраду з центром в селі Буда, яке до цього належало Грабівській сільраді Куликівського району;
1999 р. — до м. Чернігів відійшли села Олександрівка, Півці, частина Новоселівки;
2001 р. — знято з обліку село Локотьків Пакульської сільської ради, жителі якого були відселені в село Улянівку як постраждалі внаслідок аварії на ЧАЕС.

## Демографія
Чернігівський район за територією, населенням та кількістю сіл завжди був найбільшим поміж інших адміністративно-територіальних утворень Чернігівської губернії та сучасної області. Про це свідчать цифри: по території у 1859 р., 1897 та 1959 рр. показник складав V–VIII місце (відповідно: 3, 215,6 та 3, 222,5 кв. в.; 121,0 тис. га). У 1961, 1965 (перший показник), 1968, 1983, 2003 рр. маємо другий показник (відповідно: 181, 6 тис. га, 3,3 км², 2,5 км² у трьох останніх роках); по населенню у 1859 та 1897 рр. показник на V–VI місцях (з містом 101,573 та 161,695), а вже в наш час чисельність населення була другою після Козелецького району (1959 р. — 51,005; 1961 р. — 76,7 тис.; 1968 р. — 96,949.; 1983 р. — 75,767; 2003 р. — 60,3 тис.). На кількість населених пунктів, як і на території та населення, впливала площа району, яка змінювалась під час чергових територіальних перерозподілів. Тому найбільші показники припадають на 1961–2003 рр., випереджаючи Козелецький район. Ось яка кількість населених пунктів та сільських (селищних рад) зафіксована по роках: 1859 р. — 275 (V місце); 1897 р. — 236 (ХІ місце), 12 волостей (IV місце); 1959 р. — 61 (Х місце); 1961 р. — 82 (ІІІ місце), 25 сільрад (ІІ місце); 1965 р. — 154 (І місце), 48 сільрад та 3 селищні (І місце); 1968 р. — 132 (І місце), 38 сільрад та 3 селищні (І місце); 1983 р. — 126 (І місце); 2003 р. — 126 (І місце), 42 сільські та 4 селищні ради (І місце).

## Політика
25 травня 2014 року відбулися Президентські вибори України. У межах Чернігівського району було створено 80 виборчих дільниць. Явка на виборах складала — 64,17% (проголосували 28 638 із 44 625 виборців). Найбільшу кількість голосів отримав Петро Порошенко — 45,91% (13 148 виборців); Юлія Тимошенко — 21,60% (6 185 виборців), Олег Ляшко — 14,77% (4 231 виборців), Анатолій Гриценко — 5,09% (1 457 виборців), Сергій Тігіпко — 3,74% (1 072 виборців). Решта кандидатів набрали меншу кількість голосів. Кількість недійсних або зіпсованих бюлетенів — 1,12%.

### Голови РДА
- Сидоренко Володимир  (2001—?)[4]
- Лазар Віктор Леонідович  (2005—2007)
- Брайко Володимир Борисович (2008—2009)[5]
- Лось Олександр Володимирович (2009)[6]
- Кудрик Микола Васильович (2010—2012)[7][8]
- Ганжа Микола Миколайович (2013—?)[9]
- Корж Віктор Борисович (2015—2019)[10][11]
- Кругол Анатолій Миколайович (2019—2020)[12]
- Журман Сергій Миколайович (з 2020)